# 廊香教堂
47°42′14″N 6°37′16″E / 47.70389°N 6.62111°E
廊香教堂（法語：Notre-Dame-du-Haut），又音譯為龙尚教堂、宏香教堂，是位於法國东部勃艮第-弗朗什-孔泰大区上索恩省龙尚镇的一座罗马天主教圣母朝圣小圣堂，由法国-瑞士建築師勒·柯布西耶於1954年設計完成。
廊香教堂是柯布西耶最傑出的作品之一，也是20世紀教堂建築的重要典範。2016年入選世界遺產。

## 外部連結
- 廊香教堂參觀資訊